# كونور ويلسون
كونور ويلسون (بالإنجليزية: Connor Wilson)‏ هو متزحلق جبال الألب جنوب أفريقي، ولد في 18 ديسمبر 1996 في جوهانسبرغ في جنوب أفريقيا.

## وصلات خارجية
- كونور ويلسون على موقع الاتحاد الدولي للتزلج (التزلج على المنحدرات الثلجية) (الإنجليزية)
- كونور ويلسون على موقع أوليمبيديا (الإنجليزية)